# Richard Sanford
Richard Sanford (Richard Laimbeer Sanford; * 19. Dezember 1877 in Brooklyn; † 15. Juni 1966 in Glens Falls) war ein US-amerikanischer Hindernisläufer.
Bei den Olympischen Spielen 1904 in St. Louis startete er über 2590 m Hindernis, kam aber nicht unter die ersten Vier.